# Pastaslev

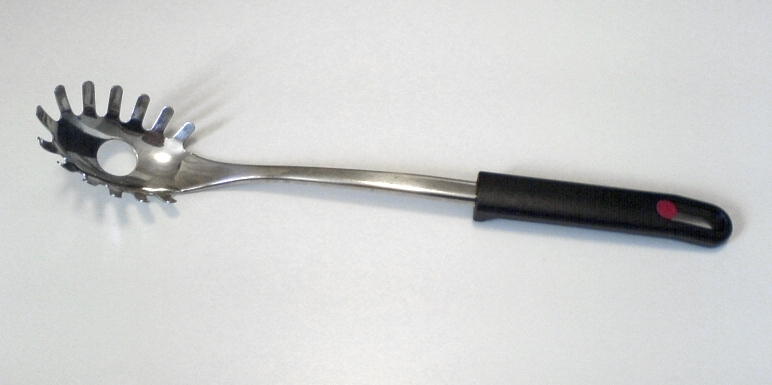
Pastaslev

Pastaslev, även kallat pastagrep[källa behövs], är ett köksredskap med vilket man tar upp pasta, t.ex. spaghetti, ur en kastrull. Det är ett tandat köksredskap och det finns ofta ett hål mitt i sleven för att vatten ska kunna rinna ur.